# Poliszynel

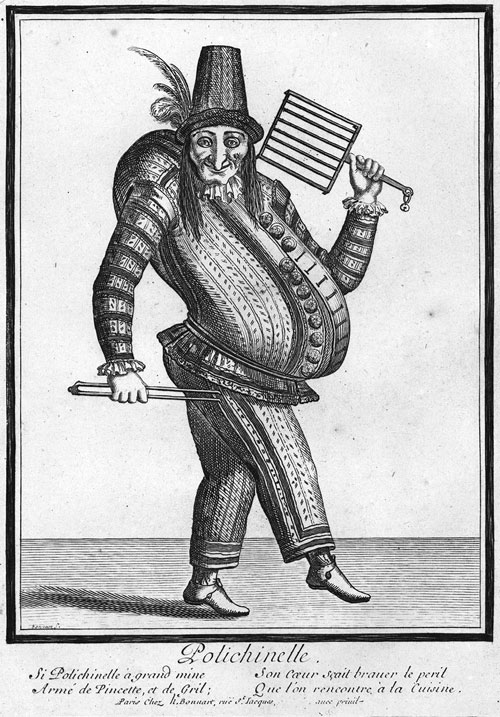
Poliszynel

Poliszynel (fr. polichinelle, wł. pulcinella) – postać gbura z włoskiej commedia dell’arte. Jego charakterystycznymi cechami były garb, komiczne zachowanie i głos.
Wielu utrzymuje, że jest potomkiem Maccusa z farsy atellańskiej, a imię swe zawdzięcza kogutowi, który był przezwiskiem Maccusa. Już rzymskie malowidło na wazie przedstawia aktora z ogromnym kogucim pióropuszem na kapeluszu i nie ulega wątpliwości, że z takim wizerunkiem kojarzony jest renesansowy Poliszynel. W XVII wieku Callot rysuje podobną figurę ozdobioną dwoma kogucimi piórami i nazywa ją Cucurucu.
Poliszynel jest najbliżej spowinowacony z Brighellą, ale starszy od niego i bardziej skomplikowany. Jego maska z głębokimi zmarszczkami, haczykowatym nosem i złymi oczami symbolizuje jego naturę: jest nieludzki i egoistyczny.
Poliszynel należy do masek „komicznych” i jest jedną z najbardziej charakterystycznych postaci w commedii dell’arte.